# Androsace cuscutiformis
Androsace cuscutiformis är en viveväxtart som beskrevs av Adrien René Franchet. Androsace cuscutiformis ingår i släktet grusvivor, och familjen viveväxter. Inga underarter finns listade i Catalogue of Life.